# Mișcare progradă și mișcare retrogradă

În această animație, satelitul portocaliu descrie o mișcare retrogradă în jurul planetei sale, contrar celorlalți trei.

Se spune că un obiect din Sistemul Solar are o mișcare retrogradă dacă efectuează o revoluție în jurul corpului său de referință (de exemplu Soarele pentru planete, comete, într-un reper heliocentric, planetele pentru sateliții naturali) în sensul acelor ceasornicului, când sunt privite de la Polul Nord al planului de revoluție. Cea mai mare parte din planete și sateliți efectuează o mișcare progradă (sau directă, adică inversă mișcării retrograde, altfel spus, în sensul trigonometric). Excepția cea mai cunoscută este constituită de Triton, unul din sateliții lui Neptun. Se vorbește de mișcare retrogradă pentru rotații, când polul nord de rotație (cel al cărui sens de rotație este antiorar) se găsește în emisfera sudică a planului orbital. Singurele exemple cunoscute sunt, printre planete, Venus și Uranus, iar printre planetele pitice Pluton.
Cometa Halley are o orbită retrogradă în jurul Soarelui.

## Origine
Cel mai adesea, se asociază o orbită retrogradă cu creația unui obiect în condiții sensibil diferite de modelul standard care presupune că ansamblul Sistemului Solar este produsul condensării unui nor de praf care ar fi dat naștere Soarelui și planetelor. În cursul acestei condensări, norul avea o ușoară mișcare de rotație care a fost amplificată de căderea spre centrul său, iar această mișcare se regăsește în orbitele diferitelor corpuri. Toate corpurile care provin din acest nor au primit o mișcare similară, dar unele corpuri nu ar fi produsul acestui fenomen relativ simplu. Cel puțin pentru corpurile cele mai mici aflate pe orbită retrogradă, astronomii consideră adesea că ar putea proveni din șocuri violente care au propulsat bucăți pe orbite anormale și că au fost apoi recapturate de corpul în jurul căruia orbitau.